# Cervalces scotti
Espèce
Synonymes
- Alces scotti (Lydekker, 1898) (préféré par BioLib)[2]
- Cervalces scotti Lydekker, 1898[2]

Cervalces scotti est un élan géant de la famille des cervidés qui vivait en Amérique du Nord pendant le pléistocène. Il cohabitait avec les mammouths de Colomb, les zèbres d'Amérique, les loups sinistres, les lions américains et les tigres à dents de sabre. Il avait une hauteur de 2,50 m pour un poids de 700 kg. Ses principaux prédateurs était le loup sinistre, le lion américain et le tigre à dents de sabre.

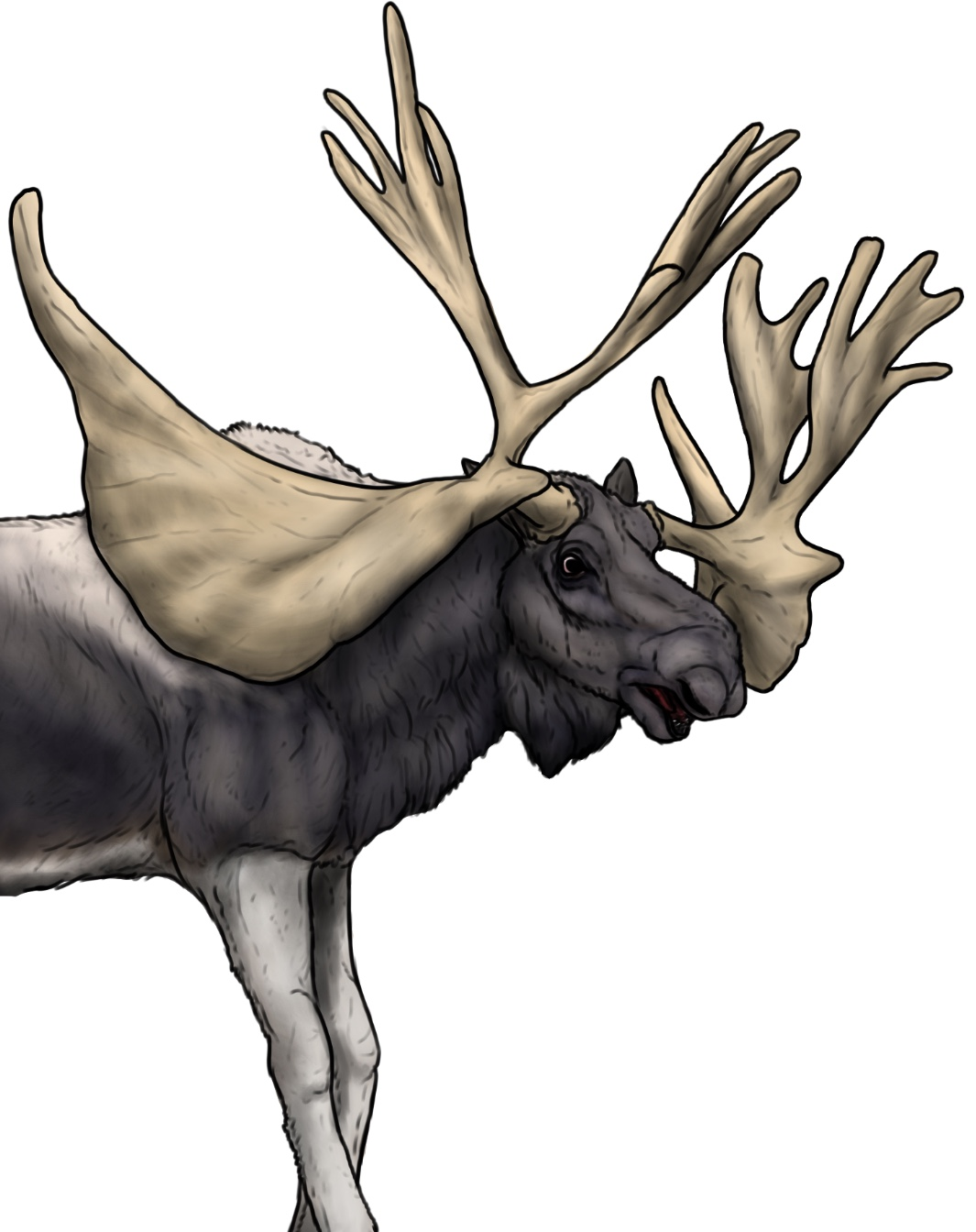
Cervalces scotti